# Rick Sutherland

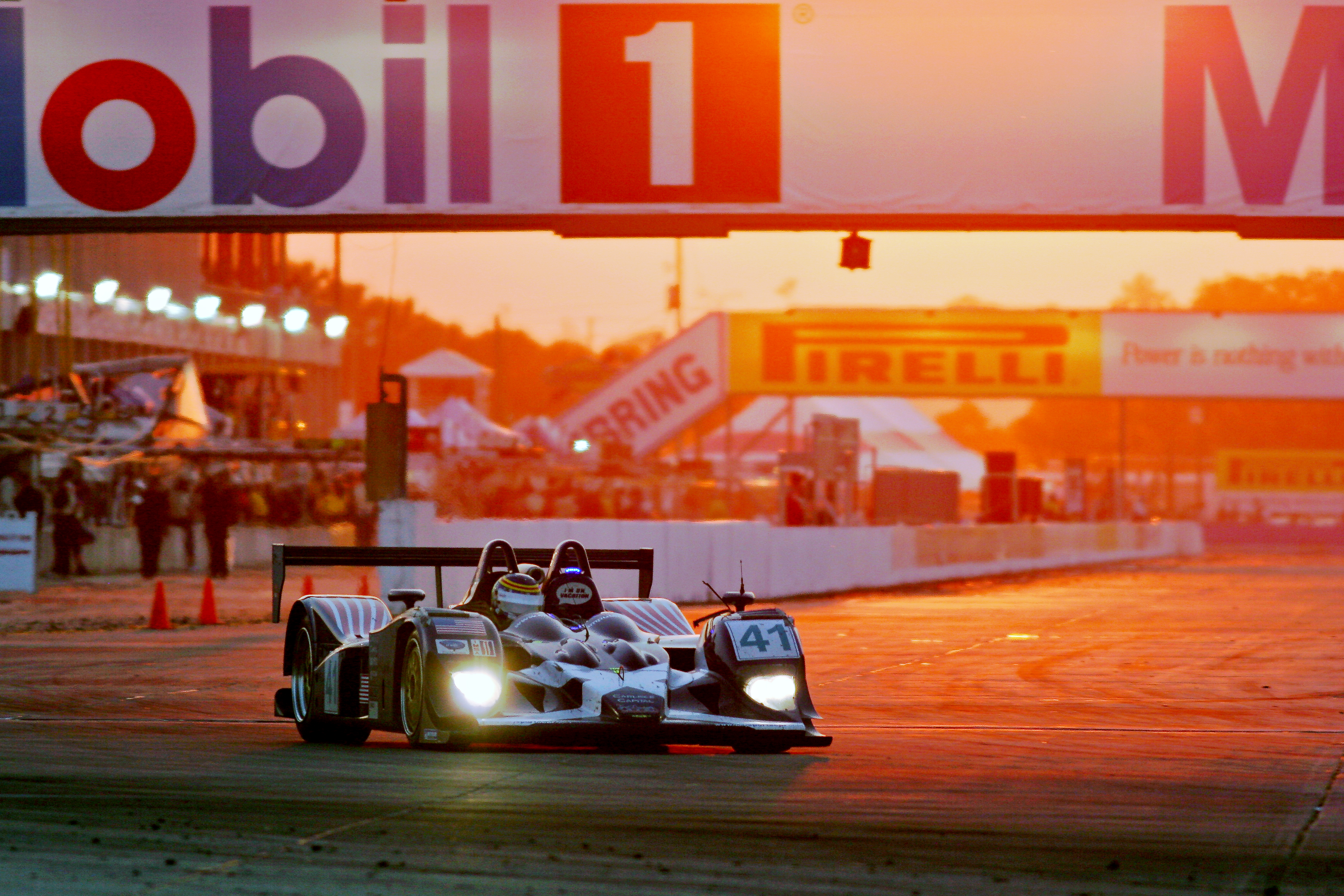
Der Lola B05/40 mit dem Rick Sutherland beim 12-Stunden-Rennen von Sebring 2006 am Start war

Richard Lempe „Tim“ Sutherland (* 15. September 1956 in Springfield; † 22. März 2022 in Los Gatos) war ein US-amerikanischer Autorennfahrer.

## Karriere
Rick Sutherland wurde vor allem in den USA als Sportwagenpilot bekannt. Er fuhr ab 1994 regelmäßig Sportwagen- und Langstreckenrennen und war bei allen großen Rennen, wie dem 24-Stunden-Rennen von Daytona und dem 12-Stunden-Rennen von Sebring am Start. Er bestritt Rennen zur IMSA-Serie, der American Le Mans Series und der Grand-Am Sports Car Series. Nach Europa kam der Amerikaner als Teilnehmer des 24-Stunden-Rennens von Le Mans. 2004 gewann er dort für Intersport Racing die LMP2-Klasse. Ein Jahr später wurde er auf einem Courage C65 des Rennteams von Paul Belmondo Dritter in dieser Klasse.

## Statistik

### Le-Mans-Ergebnisse
| Jahr | Team                 | Fahrzeug      | Teamkollege    | Teamkollege   | Platzierung             | Ausfallgrund |
| ---- | -------------------- | ------------- | -------------- | ------------- | ----------------------- | ------------ |
| 2003 | Intersport Racing    | MG-Lola EX257 | Jon Field      | Duncan Dayton | Ausfall                 | Motorschaden |
| 2004 | Intersport Racing    | Lola B2K/40   | William Binnie | Clint Field   | Rang 25 und Klassensieg |              |
| 2005 | Paul Belmondo Racing | Courage C65   | Paul Belmondo  | Didier André  | Rang 22                 |              |

### Sebring-Ergebnisse
| Jahr | Team                   | Fahrzeug             | Teamkollege        | Teamkollege      | Platzierung     | Ausfallgrund    |
| ---- | ---------------------- | -------------------- | ------------------ | ---------------- | --------------- | --------------- |
| 1995 | Power Macintosh Racing | Spice HC93           | Stanley Dickens    | John Graham      | Rang 10         |                 |
| 1996 | Wheel Works Racing     | Courage C41          | Steve Fossett      | Jean-Paul Libert | Ausfall         | Unfall          |
| 1998 | Intersport Racing      | Riley & Scott Mk III | Jon Field          | Butch Brickell   | Ausfall         | Getriebeschaden |
| 2001 | Intersport Racing      | Lola B2K/10          | Jon Field          | Duncan Dayton    | Rang 5          |                 |
| 2002 | MBD Sportscar          | Panoz LMP07          | Didier de Radiguès | Bruno Lambert    | Ausfall         | Wagenbrand      |
| 2003 | Intersport Racing      | Lola B2K/10B         | Clint Field        | John Macaluso    | Disqualifiziert |                 |
| 2004 | Intersport Racing      | Lola B2K/40          | Clint Field        | William Binnie   | Rang 25         |                 |
| 2005 | Graham Nash Motorsport | Saleen S7-R          | Nigel Smith        | Ricky Cole       | Ausfall         | Unfall          |
| 2006 | Binnie Motorsports     | Lola B05/40          | Allen Timpany      | William Binnie   | Rang 11         |                 |